# Isabela d'Este (1635–1666)
Isabela d'Este (3. října 1635 – 21. srpna 1666) byla sňatkem s Ranucciem II. Farnese parmskou vévodkyní a babičkou z otcovy strany Alžběty Parmské, královny španělské.

## Princezny z Modeny
Isabela se narodila jako dcera Františka I. d'Este a Marie Kateřiny Farnese, dcery Ranuccia I. Farnese. Byla sestrou dvou modenských vévodů, Alfonse IV. d'Este a Rinalda. Po matčině smrti se její otec ještě dvakrát oženil.

## Parmská vévodkyně
Po smrti své první manželky Markéty Jolandy Savojské se Ranuccio II. v roce 1663 oženil se svou sestřenicí Isabelou. Pár se však setkal až 18. února 1664, když Isabela přijela do Parmy. K této příležitosti byla uspořádána velkolepá slavnost. Pár měl tři děti, z nichž se všechny dožily dospělosti. Pouze syn Odoardo měl potomky, dceru Alžbětu Parmskou, budoucí španělskou královnu.
Narození syna mělo pro Isabelu fatální následky, o devět dní později zemřela na poporodní komplikace, dne 21. srpna 1666 ve městě Colorno. 23. srpna byla pohřbena v kryptě Santa Maria della Steccata v Parmě. V říjnu 1668 se vdovec Ranuccio znovu oženil, a to s její sestrou Marií d'Este. S ní měl dalších několik dětí, včetně dvou posledních parmských vévodů z rodu Farnese.

## Potomci
- 1. Markéta Marie Farnese (24. 11. 1664 Parma – 17. 6. 1718 Modena), sňatkem vévodkyně z Modeny a Reggia[1]
⚭ 1692 František II. d’Este (6. 3. 1660 Modena – 6. 9. 1694 Sassuolo), vévoda z Modeny a Reggia[2]
- 2. Tereza Farnese (10. 10. 1665 Parma – 9. 11. 1702 tamtéž), jeptiška kláštera benediktinek v Parmě[3]
- 3. Eduard Parmský (12. 8. 1666 Colorno – 6. 9. 1693 tamtéž), dědičný parmský princ[4]
⚭ 1690 Dorotea Žofie Falcko-Neuburská (5. 7. 1670 Neuburg an der Donau – 15. 9. 1748 Parma)[5]

## Tituly a oslovení
- 3. října 1635 – 18. února 1664: Její Výsost Isabela d'Este, princezna z Modeny
- 18. února 1664 – 21. srpna 1666: Její Výsost vévodkyně z Parmy